# Ramire II (roi de León)
Ramire II de León, né vers 898 et mort le 5 janvier 951 à León, est roi de León de 931 à 951, successeur de son frère Alphonse IV de León.

## Biographie
Troisième fils d'Ordoño II de León, Ramire succède en 931 à son frère Alphonse IV et élimine la même année les héritiers de Fruela II pour être reconnu seul roi de León, des Asturies et de Galice en 931, après la déchéance de son frère Sanche-Ordoño qui s'était proclamé roi en 926 à Saint-Jacques-de-Compostelle.     
Ramire II attaque l'alcazar de Madrid en 932, mais est vaincu par les Omeyyades en 937. Par la suite, il remporte une importante victoire au fossé de Simancas en 939. Néanmoins les raids musulmans se multiplient à la fin de son règne. Sous son règne, en 935, la Castille proclama une autonomie de fait, sous l'autorité du comte Ferdinand González.

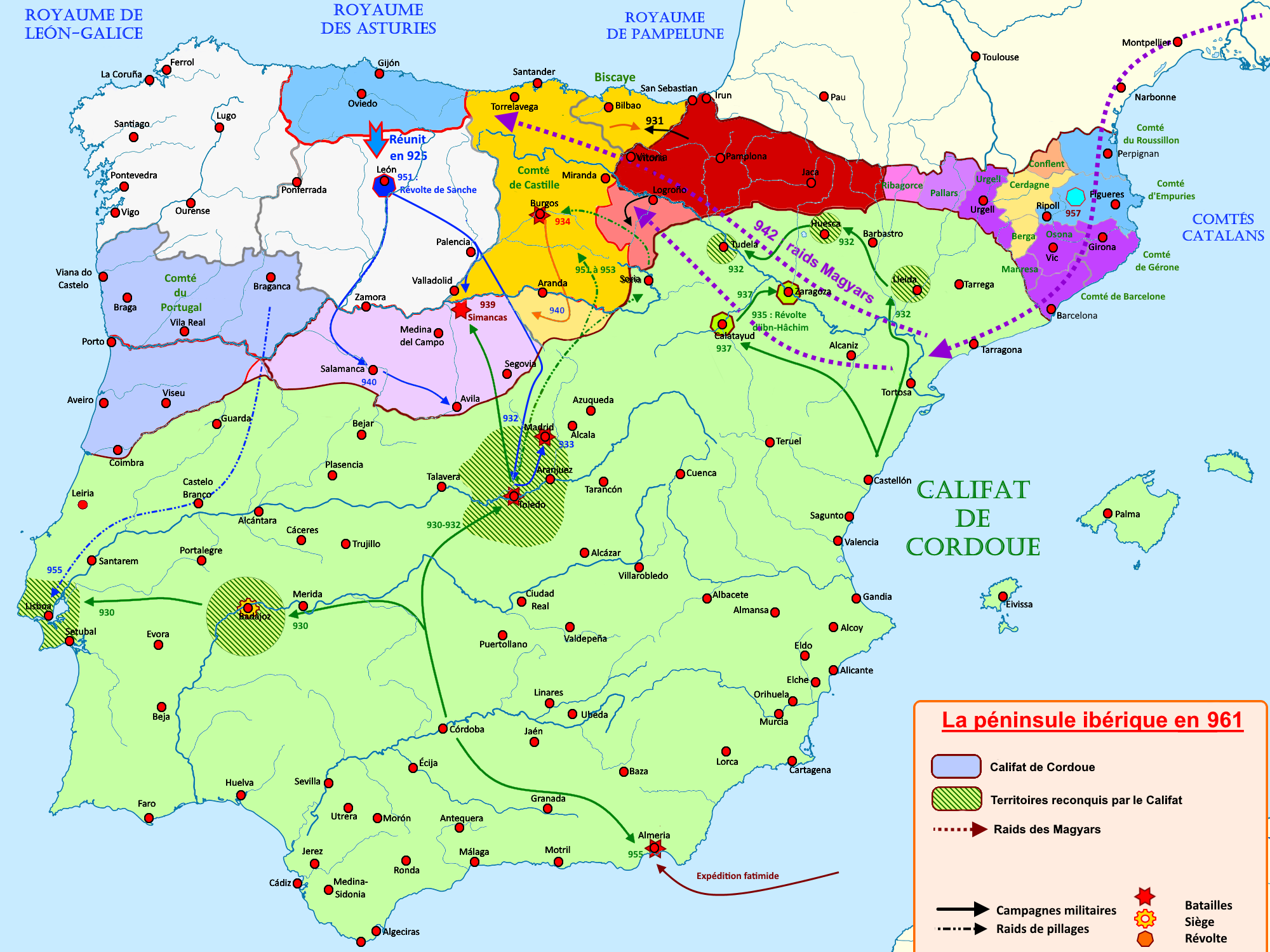
Le royaume de León de 929 à 961.

Le 5 janvier 951, il abdique peu de temps avant de mourir. Son fils Ordoño III devient roi de León et des Asturies jusqu'à sa mort en 956. Son frère Sanche Ier lui succède. 

## Épouses et descendance
De son premier mariage en ~932 avec Adosinda Gutiérrez, Ramire II eut :
- Ordogno, qui deviendra roi de Léon (951-956) ;
- Thérèse de León (Reine de Navarre), la seconde épouse de Garcia II de Navarre.

De son second mariage avec Urraca de Pampelune, sœur du roi de Navarre Garcia II de Navarre, il eut :
- Sanche Ier, qui deviendra roi de Léon (956-967) ;
- Elvira, qui fut religieuse.